# Leptogenys violacea
Leptogenys violacea är en myrart som beskrevs av Horace Donisthorpe 1942. Leptogenys violacea ingår i släktet Leptogenys och familjen myror. Inga underarter finns listade i Catalogue of Life.